# Honour Gombami
Honour Gombami (Gwanda, 9 januari 1983) is een Zimbabwaans voormalig voetballer die in België speelde voor Cercle Brugge, Antwerp FC en Izegem. Voordien speelde hij bij Highlanders FC, een club uit Bulawayo. Hij werd meestal als rechterflankaanvaller uitgespeeld. Gombami debuteerde in 2004 in het Zimbabwaans voetbalelftal.
In 2007 testte hij bij het Engelse Chesterfield FC, maar kon geen werkvergunning krijgen. Ook bij het Zuid-Afrikaanse Silver Stars kon Gombami geen contract versieren wegens een overtal aan buitenlandse spelers. Uiteindelijk kreeg hij in januari 2007 een contract voor vijf maanden bij Cercle.
Gombami maakte zijn debuut voor Cercle op 10 februari 2007 op het veld van Racing Genk. Hij veroverde een basisplaats en groeide zelfs uit tot een van de smaakmakers bij Cercle. In november 2007 verlengde hij zijn contract bij Cercle tot medio 2011. Op het einde van het (zowel voor Gombami als Cercle) succesvolle seizoen 2007–2008 stond Gombami in de belangstelling van Anderlecht, maar bleef uiteindelijk bij Cercle.
In november 2009 scheurde hij tijdens de wedstrijd op het veld van KRC Genk zijn achterste kruisbanden en liep een meniscusletsel en spierscheur op. Na anderhalf jaar blessureleed maakte Gombami in maart 2011 zijn rentree. Hij viel in tijdens een inhaalmatch tegen Sporting Charleroi.
In seizoen 2012/13 speelde Gombami voor tweedeklasser Antwerp en daarna drie seizoenen voor derdeklasser Izegem waar hij zijn professionele spelerscarrière beëindigde.

## Statistieken
| seizoen | club          | land   | competitie     | wed. | goals |
| ------- | ------------- | ------ | -------------- | ---- | ----- |
| 2006/07 | Cercle Brugge | België | Jupiler League | 14   | 2     |
| 2007/08 | Cercle Brugge | België | Jupiler League | 33   | 9     |
| 2008/09 | Cercle Brugge | België | Jupiler League | 33   | 5     |
| 2009/10 | Cercle Brugge | België | Jupiler League | 13   | 0     |
| 2010/11 | Cercle Brugge | België | Jupiler League | 1    | 0     |
| 2011/12 | Cercle Brugge | België | Jupiler League | 4    | 2     |
| 2012/13 | Antwerp FC    | België | Tweede klasse  | 14   | 1     |
|         |               |        | Totaal         | 112  | 19    |